# Fryderyk II Lotaryński
Fryderyk II (zm. 10 października 1213) – książę Lotaryngii (od 1206), syn Fryderyka I i Wierzchosławy Ludmiły.
W wyniku Traktatu z Ribemont, księstwo Lotaryngii zostało podzielone między synów Mateusza I. Podział ten utrzymał się do 1205 roku kiedy Szymon II abdykował przekazując swoje księstwo Fryderykowi II (swemu bratankowi). Ojciec Fryderyka jednak nie uznał decyzji brata, i sam zajął jego ziemie jednocząc księstwo. Fryderyk I zmarł już jednak w roku następnym i jego syn objął rządy. Fryderyk II żonaty był od 1188 roku z Agnieszką z Bar, córką Tybalda I księcia Bar i Luksemburga. Dzięki temu mariażowi otrzymał Amance, Longwy i Stenay, jednak w 1208 roku utracił te ziemie na rzecz swojego teścia.

## Potomstwo
Ze związku z Agnieszką z Bar Fryderyk doczekał się:
- Tybald I, książę lotaryński
- Mateusz II, książę lotaryński
- Jakub (zm. 24 października 1260), biskup Metzu (1239 - 1260)
- Reginald (zm. 1274), pan Stenay i Bitche, hrabia Blieskastel,
- Alicja (zm. 1242), żona Wernera I, hrabiego Kyburga,
- Laurette, żona Szymona III, hrabiego Saarbrücken.